# جام استنلی

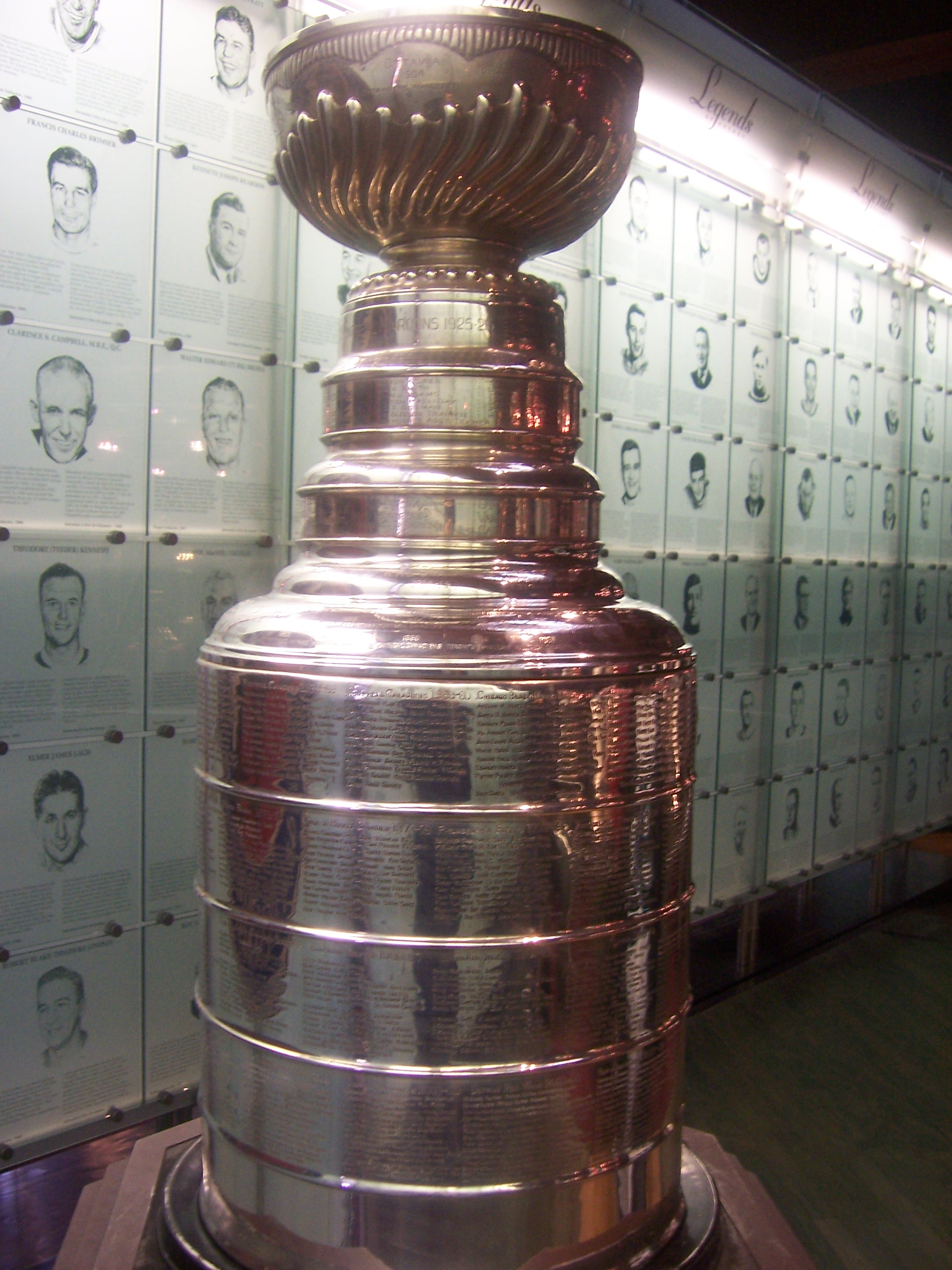
جام استنلی در موزه هاکی

جام استنلی (در انگلیسی: Stanley Cup) یا استنلی کاپ نام جام قهرمانی بازی‌های لیگ ملی هاکی (ان‌اچ‌ال) است که هر ساله به صورت جام حذفی در آمریکای شمالی برگزار می‌شود. مسابقات حذفی جام استنلی از جذابترین و پربیننده‌ترین بازیهای ورزشی در آمریکای شمالی به‌شمار می‌آید. برنده مسابقات حذفی استنلی کاپ، جام را برای یکسال در شهرش نگاهداری می‌کند و سال بعد آن را به برنده بعدی جام منتقل می‌کند.

## تاریخچه
| تیم‌ها             | مقام‌ها |
| ----------------- | ------ |
| مونتریال کَنیدینز  | ۲۴     |
| تورنتو میپل لیفز  | ۱۳     |
| دیترویت رد وینگز  | ۱۰     |
| بوستون برونز      | ۵      |
| ادمونتون اویلرز   | ۵      |
| نیویورک رنجرز     | ۴      |
| نیویورک آیلندرز   | ۴      |
| شیکاگو بلک‌هاوکز   | ۳      |
| نیوجرزی دیولز     | ۳      |
| پیتسبورگ پینگوینز | ۳      |
| کلورادو اَوَلانش    | ۲      |
| فیلادلفیا فلایرز  | ۲      |
| آناهایم داکز      | ۱      |
| کالگری فِلیمز      | ۱      |
| کَرولاینا هاریکَنز  | ۱      |
| دالاس استارز      | ۱      |
| تمپا بی لایتنینگ  | ۱      |
| سنت لوییس بلوز    | ۱      |